# Arsdorf
Ne doit pas être confondu avec Harsdorf.
Arsdorf (en luxembourgeois : Ueschdref ) est une section de la commune luxembourgeoise de Rambrouch située dans le canton de Redange.

## Histoire
Arsdorf fut une commune jusqu'au 1er janvier 1979, date à laquelle elle a fusionné avec les communes de Bigonville, Folschette et Perlé pour former la nouvelle commune de Rambrouch. La loi portant sur la création de Rambrouch a été adoptée le 27 juillet 1978.